# Feodorovska ikona matere Božje
Feodorovska ikona matere Božje (rusko Феодоровская икона Божией Матери), znana tudi kot Gospa svetega Teodorja in Črne Device Marije Rusije, je zavetna ikona družine Romanovih. Je ena najbolj čaščenih ikon v regiji Povolžje. Njena praznika sta 14. (27.) marec in 29. avgust.

## Cerkveno izročilo
Ker Feodorovska sledi istemu bizantinskemu tipu Eleusa ali glikofilusa (pomeni »tip nežne, intimne, materinske Marije«) kot Vladimirska mati Božja, so jo pobožne legende razglasile za kopijo te slavne podobe, ki naj bi jo ustvaril sveti Luka. V grščini Theotokos pomeni »bogorodnica«. V začetku 12. stoletja so jo hranili v stari leseni kapeli v bližini mesta Kitež.
Domneva se, da je bila ikona pred mongolsko invazijo na Rusijo shranjena v samostanu v bližini mesta Gorodec ob Volgi. Potem ko so Mongoli oplenili in požgali mesto, je ikona izginila in bila določena za izgubljeno.
Nekaj mesecev pozneje, 16. avgusta 1239, je kostromski princ Vasilij taval med lovom po gozdu. Ko je poskušal najti pot iz goščave, je med vejami jelke zagledal skrito ikono. Ko je iztegnil roko, da bi se je dotaknil, se je ikona skrivnostno dvignila v zrak. Presenečeni princ je meščane Kostrome obvestil o čudežu, ki mu je bil priča in se z množico ljudi vrnil v gozd. Padli so pred ikono in molili k Theotokos (Marija Božja mati). Ikono so odnesli v mesto in jo postavili v cerkev Marijinega vnebovzetja. Ogenj je kmalu zatem uničil cerkev in večino njenih ikon, vendar je bila Feodorovska najdena nedotaknjena tretji dan po požaru.
Prebivalci Gorodca, oddaljenega vzhodno od Kostrome, so izvedeli za čudež preživetja ikone v ognju. Novo najdeno ikono so prepoznali kot tisto, ki je bila nekoč v njihovi cerkvi. Cerkvene legende se razlikujejo glede tega, zakaj je ikona dobila ime po svetem Teodorju Stratilatu (rusko Феодор Стратилат, Feodor Stratilat), ne smemo ga zamenjevati s Teodorjem Tironom). Ena od razlag je, da je med Vasilijevo odsotnostjo v gozdu več prebivalcev Kostrome trdilo, da so videli prikazen svetega Teodorja, ki je prišel v mesto z ikono v rokah.

## Poročno darilo?
Ker je bila ikona v svoji zgodovini večkrat prepisana, je do ruske revolucije leta 1917 podoba skoraj izginila. Umetnostni zgodovinarji se ne strinjajo o tem, kdaj in kje je bila ikona ustvarjena. Nekateri predlagajo datum zgodnjega 11. stoletja; drugi jo datirajo celo v začetek 14. stoletja. Na hrbtni strani Feodorovske je podoba svete Paraskeve, svetnice, katere čaščenje se je začelo v Novgorodski republiki na prelomu 13. stoletja.
Strokovnjaki menijo, da je podoba svete Paraskeve sočasna s podobo Theotokos na drugi strani. Zdi se, da ta datacija potrjuje novgorodski izvor ikone, saj se je šele v 15. stoletju čaščenje svete Paraskeve razširilo v druge dele države. Svetničina plemenita obleka morda nakazuje, da je bila ikona namenjena kot poročno darilo princesi, katere zavetnica je bila sveta Paraskeva. Po Vasiliju Tatiščevu je bila edina taka princesa, znana v družini Rurikidov, Aleksandra iz Polocka, žena svetega Aleksandra Nevskega iz Novgoroda.
Praznik svete Aleksandre sovpada s praznikom svete Paraskeve (20. marec). V družini Rurikidov je bilo običajno, da je ženin svoji nevesti podaril ikono, ki je predstavljala njenega zavetnika. Na tej podlagi je strokovnjak za bizantinsko umetnost Fjodor Uspenski zaključil, da je Feodorovsko podaril Aleksander Nevski svoji ženi ob njuni poroki leta 1239.
Če je ta teorija pravilna, bi lahko čaščeno podobo Theotokos naročil Aleksandrov oče, Jaroslav II. Ruski. Njegovo krščansko ime je bilo Feodor (Феодор), njegov zavetnik pa Teodor Stratelat.
Morda je bilo več razlogov, zakaj se je ikona lahko pojavila v Gorodcu ali Kostromi. Znano je, da je imel Aleksander Nevski palačo v Gorodcu in da je v tem mestu umrl.

## Čaščenje
Do 17. stoletja je bila ikona malo znana zunaj Gorodca in Kostrome. Po letu 1613 se je njena slava razširila, ko je bil za novega ruskega carja izvoljen mladostnik Mihael Romanov. Romanov je živel v Kostromi s svojo mamo Ksenijo, ki jo je regent Boris Godunov prisilil, da je »vzela tančico« (vstopila v samostan in se umaknila iz javnega življenja). Sprva je nuna svojemu edinemu sinu svetovala, naj ostane v Kostromi in zavrne ponudbo za Monomahovo kapo ali položaj carja. Opozorila je, da so bili trije prejšnji carji umorjeni ali osramočeni. Ksenija je svojega sina blagoslovila tako, da mu je dala izvod Feodorovske. Prosila je ikono, naj zaščiti Mihaela in njegove kraljeve potomce. Mladi car je kopijo ikone vzel s seboj v Moskvo, kjer so jo začeli obravnavati kot sveto zaščitnico rodbine Romanov.
Poleg Kostrome so Feodorovsko častili tudi v bližnjem Jaroslavlju, kjer je mogoče najti nekaj najstarejših kopij ikone.
Leta 1681 se je ikona v sanjah prikazala Ivanu Pleškovu, ki je bil 12 let paraliziran. Ukazano mu je bilo, naj odide v Kostromo, nabavi kopijo ikone, jo pripelje v Jaroslavelj in zgradi cerkev za njeno čaščenje. Takoj ko je bil ozdravljen paralize, je Pleškov Guriju Nikitinu, najslavnejšemu ruskemu stenskemu slikarju 17. stoletja, ki je izhajal iz Kostrome, naročil kopijo čudežne ikone. Fjodorovska cerkev je bila zgrajena za hrambo ikone s sredstvi navadnih ljudi. Razprava podrobno opisuje njeno konstrukcijo in čudeže, pripisane ikoni v Jaroslavlju. Cerkev je bila posvečena 24. julija 1687. Potem ko so komunisti med rusko revolucijo uničili cerkev Marijinega vnebovzetja v Jaroslavlju, je Fjodorovska cerkev služila kot stolnica za mesto in nadškofijo Rostov, najstarejšo v Rusiji. Slednja je bila obnovljena leta 2005
Druga kopija ikone je bila čaščena v Gorodcu, zlasti po ponovni ustanovitvi Feodorovskega samostana v začetku 18. stoletja. Iz Kostrome so pripeljali novo kopijo ikone. Ta podoba je bila vgrajena v zlato rizo, intarzirano z dragimi kamni, tako da se je z razkošnim okrasjem kosala z izvirnikom. Med letnim Makarijevskim sejmom so ikono pripeljali na čaščenje v Nižni Novgorod.
Zahodne kristjanke, ki so se poročile v hišo Romanov in se spreobrnile v rusko pravoslavje, so pogosto jemale Feodorovno kot patronim v čast ikone Feodorovske. Primeri vključujejo dve cesarici Marijo Fjodorovno (Sophie Dorothea Württemberška in Dagmar Danska); dve cesarici Aleksandri Fjodorovni (Alix Hessenska in Charlotte Pruska); in velike vojvodinje Anna Feodorovna (Juliana Saxe-Coburg-Saalfeld), Victoria Feodorovna (Victoria Melita Saxe-Coburg in Gotha) in Elizabeth Feodorovna (Elisabeth Hesse in Ren).
Ko se je leta 1913 praznovala tristoletnica rodbine Romanov, je Nikolaj II. Ruski naročil kopijo ikone iz Gorodca, ki jo je postavil v kraljevo cerkev Naše Gospe svetega Teodorja, ki jo je zgradil Vladimir Pokrovski v mestu Carsko selo. Rečeno je, da Nikolaj II. ni mogel imeti kopije izvirne podobe, ker je ikona v Kostromi tako počrnela, da je bila podoba komaj vidna. To so razlagali kot slab znak za rodbino Romanov. Dejansko so bili Romanovi odstavljeni štiri leta pozneje med rusko revolucijo.
Za razliko od drugih velikih ruskih ikon Feodorovska ni bila prenesena v muzej, ker podobe ni bilo mogoče razbrati. Črna Devica je bila predana sekti obnovlentsy, ki jo je obnovila v Moskvi leta 1928. Po razpustitvi sekte leta 1944 je ikona ponovno pripadla Ruski pravoslavni Cerkvi. Ikono je odložila v znameniti cerkvi Vstajenja na Nižini v Kostromi. Leta 1991 so ikono od tam prenesli v oživljeno cerkev Bogojavljenja v istem mestu. Ikono, ki je bila nedavno obdana z novim plaščem, še vedno častijo v samostanu, povezanem s cerkvijo.